# Procinetus vipioniformis
Procinetus vipioniformis är en stekelart som beskrevs av Otto Schmiedeknecht 1907. Procinetus vipioniformis ingår i släktet Procinetus och familjen brokparasitsteklar. Inga underarter finns listade i Catalogue of Life.